# Городское поселение Решетниково
Городское поселение Решетниково — упразднённое муниципальное образование в Клинском районе Московской области. Образовано 28 февраля 2005 года. Административный центр — рабочий посёлок (посёлок городского типа) Решетниково.
Глава городского поселения — Преображенская Надежда Николаевна.
Адрес администрации городского поселения: 141631, Московская область, Клинский район, рабочий посёлок Решетниково, ул. Лесная, д. 3.
Площадь территории городского поселения — 8055 га.

## Население
| 2006  | 2007  | 2008  | 2009  | 2010  | 2011  |
| ----- | ----- | ----- | ----- | ----- | ----- |
| 3356  | ↘3304 | ↘3220 | ↗3368 | ↘3324 | ↗3341 |
| 2012  | 2013  | 2014  | 2015  | 2016  | 2017  |
| →3341 | ↗3358 | ↗3431 | ↗3480 | ↗3504 | ↗3547 |
| 2018  |       |       |       |       |       |
| ↗3591 |       |       |       |       |       |

## Состав городского поселения
Список населённых пунктов городского поселения Решетниково:
| Вид             | Наименование | Население, чел. |
| --------------- | ------------ | --------------- |
| рабочий посёлок | Решетниково  | 4624            |
| посёлок         | Туркмен      | 201             |